# 463 Lola
463 Lola este un asteroid din centura principală, descoperit pe 31 octombrie 1900, de Max Wolf.